# Live de Rie 2010 〜from the HEART〜
『Live de Rie 2010 ～from the HEART～』（ライブ・ド・リエ・にせんねん・フロム・ザ・ハート）は、日本の女性声優・田中理恵が2010年11月6日に東京・LIQUIDROOMにて開催された単発ライブである。 

## 概要
- 『10th Anniversary Tanaka Rie Birthday Live』以来約3年ぶりのコンサートである。
- コンサートではデビューアルバム『garnet』からの曲は披露せず、『24 wishes』の1曲（「アイスティー」）のみ、キャラクターソングについては、「Let Me Be With You」のみ、アンコールでは『機動戦士ガンダムSEED』の2曲を披露した。演奏曲のほとんどは、アルバム『ココロ』の収録曲である。
- コンサートは未映像化となっている。

## 曲目
1. Let it be
2. Frame
3. アイスティー
4. 人魚姫の涙
5. Dilemma
6. ココロ
7. Orange
8. 月とダンス
9. Let Me Be With You
10. In or out
11. Superman
12. 空飛ぶピエロ
アンコール
13. EMOTION
14. 静かな夜に[1]